# Max Fritz (Maler)

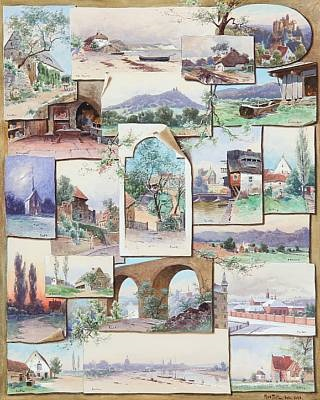
Trompe-l’œil
mit Postkarten aus Deutschland
Aquarell (52 × 42 cm)

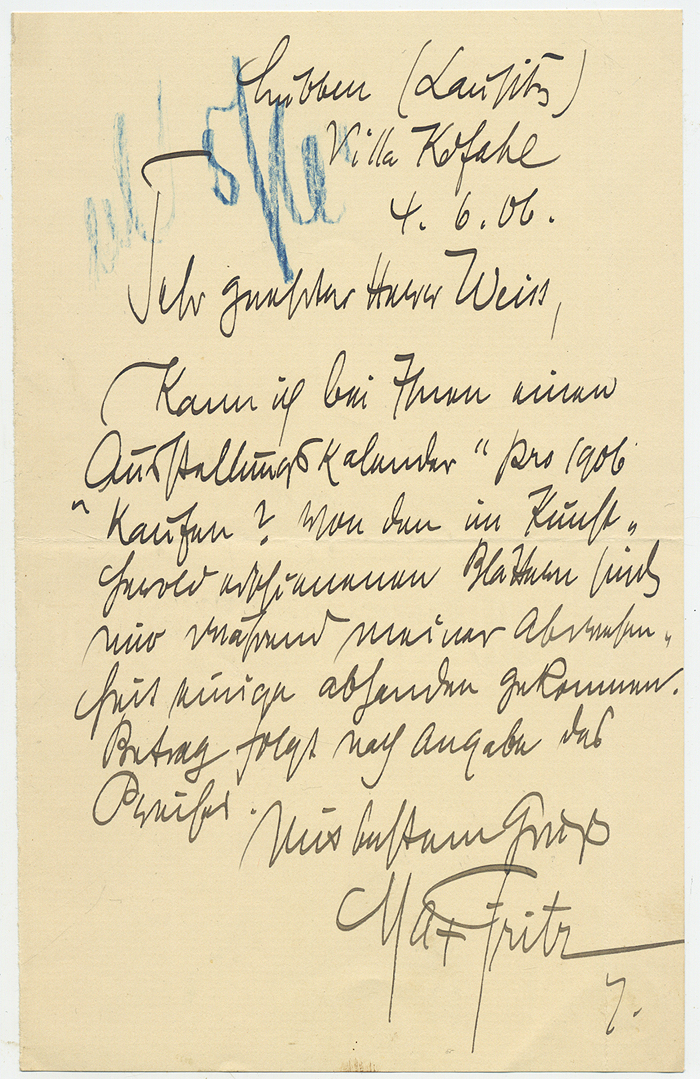
Autograph von Max Fritz

Gustav Ferdinand Max Fritz (* 14. Juli 1849 in Berlin; † 7. Juli 1920 in Arneburg) war ein deutscher Landschaftsmaler.

## Leben
Fritz war ein Sohn des Goldarbeiters Ludwig David Fritz und dessen Frau Johanne Charlotte Emilie, geb. Engel. Er hatte in Berlin privaten Unterricht bei Alexius Geyer und in Potsdam bei dem Hofmaler Carl Gustav Wegener. Seine weitere Ausbildung erfolgte selbstständig durch Studien nach der Natur. Ab 1869 lebte er in Nordamerika. Zurück in Deutschland, war er um 1884 in Dresden als Landschaftsmaler tätig und im Vorstand der „Dresdner Kunstgenossenschaft“. 1891 ging er mit Ehefrau Hedwig, den beiden Töchtern Gertrud und Paula sowie den Söhnen Richard und Georg nach München. 1895 zog die Familie nach Berlin, hier wurde er Mitglied im „Verein Berliner Künstler“. Weitere Stationen waren Lübben im Spreewald um 1904 und ab 1913 Detmold.
Fritz war vorwiegend Aquarellmaler. Seine Bilder waren Ansichten deutscher Landschaften, häufig in zarter Frühlingsstimmung. Ab 1881 beschickte er die bekannten deutschen Kunstausstellungen, etwa die der Berliner Kunstakademie und ab 1896 bis 1914 die Großen Berliner Kunstausstellungen. 1891 gehörte er neben Franz Skarbina und Hans Herrmann aus Berlin, Arthur Kampf aus Düsseldorf und Hans von Bartels aus München zu den fünf Gründungsmitgliedern der „Gesellschaft Deutscher Aquarellisten“. Sein Sohn Georg Fritz wurde ebenfalls ein bekannter Maler und Grafiker.

„Neben Skarbina und Dettmann hat sich der Landschaftsmaler Max Fritz am stärksten an der Ausstellung beteiligt. Er hält sich in seiner bescheidenen, einfachen Technik von den extremen Richtungen fern, weiss aber doch in seinen Stimmungsbildern aus Holland, Rügen und der Mark auch aus den unscheinbarsten Motiven die zartesten und feinsten koloristischen Wirkungen zu gewinnen.“